# Alex Michelsen
Alex Michelsen (* 25. August 2004 in Laguna Hills, Kalifornien) ist ein US-amerikanischer Tennisspieler.

## Karriere
Michelsen spielte bis 2022 auf der ITF Junior Tour. In der Jugend-Rangliste erreichte er mit Rang 25 seine höchste Notierung. Bei den Grand-Slam-Turnieren war er 2022 vor allem im Doppel erfolgreich. Bei den Australian Open zog er mit Adolfo Daniel Vallejo ins Finale ein. Dasselbe gelang ihm in Wimbledon mit Sebastian Gorzny, wo sie die an fünf gesetzte Paarung schlugen. Bei seinem letzten Turnier, den US Open zog er im Einzel ins Achtelfinale ein, sein bestes Einzel-Resultat.
Bei den Profis begann Michelsen ab März 2022 Turniere der Profis auf der ITF Future Tour zu spielen. Ende 2022 schaffte er dort bei drei Turnieren den Einzug ins Finale, einmal blieb er siegreich, wodurch er in der Tennisweltrangliste bereits bis auf Platz 597 stieg. Im Doppel gewann er ebenfalls einen Titel, steht aber noch außerhalb der Top 1000. Bei seinem ersten Match auf der ATP Challenger Tour, auf der er in Tiburon erstmals spielte, konnte er sein erstes Match auf dem Niveau gegen Shang Juncheng gewinnen (Nr. 203 der Welt). Den ersten Einsatz auf der ATP Tour hatte Michelsen durch eine Wildcard, die er für seinen Wimbledon-Sieg zugesprochen bekam, im Doppel der US Open, als er mit Gorzny in der ersten Runde gegen die favorisierte Paarung aus Kolumbien Juan Sebastián Cabal und Robert Farah verloren.
Michelsen hatte seine Zusage für ein Mitte 2023 beginnendes Studium an der University of Georgia gegeben, wo er auch College Tennis spielen wollte. Er entschied sich im August 2023 aber doch sofort für eine Profikarriere.

## Erfolge
| Legende (Anzahl der Siege) |
| Grand Slam                 |
| ATP Finals                 |
| ATP Tour Masters 1000      |
| ATP Tour 500               |
| ATP Tour 250               |
| ATP Challenger Tour (3)    |

### Einzel

#### Turniersiege
| Nr. | Datum             | Turnier   | Belag         | Finalgegner       | Ergebnis      |
| --- | ----------------- | --------- | ------------- | ----------------- | ------------- |
| 1.  | 16. Juli 2023     | Chicago   | Hartplatz     | Yūta Shimizu      | 7:5, 6:2      |
| 2.  | 12. November 2023 | Knoxville | Hartplatz (i) | Denis Kudla       | 7:5, 4:6, 6:2 |
| 3.  | 4. Mai 2025       | Estoril   | Sand          | Andrea Pellegrino | 6:4, 6:4      |

#### Finalteilnahmen
| Nr. | Datum           | Turnier       | Belag     | Finalgegner      | Ergebnis       |
| --- | --------------- | ------------- | --------- | ---------------- | -------------- |
| 1.  | 23. Juli 2023   | Newport (1)   | Rasen     | Adrian Mannarino | 2:6, 4:6       |
| 2.  | 21. Juli 2024   | Newport (2)   | Rasen     | Marcos Giron     | 7:64, 3:6, 5:7 |
| 3.  | 24. August 2024 | Winston-Salem | Hartplatz | Lorenzo Sonego   | 0:6, 3:6       |

### Doppel

#### Finalteilnahmen
| Nr. | Datum           | Turnier    | Belag     | Partner            | Finalgegner                       | Ergebnis |
| --- | --------------- | ---------- | --------- | ------------------ | --------------------------------- | -------- |
| 1.  | 19. August 2024 | Cincinnati | Hartplatz | Mackenzie McDonald | Marcelo Arévalo Mate Pavić        | 2:6, 4:6 |
| 2.  | 15. Juni 2025   | Stuttgart  | Rasen     | Rajeev Ram         | Santiago González Austin Krajicek | 4:6, 4:6 |